# Giuseppe Corsi
Giuseppe Corsi Evangelisti (Vangelisti) (Celano, 1631/1632 – Ancona, 1691), beter bekend als Celani, was een Italiaans componist van barokmuziek.
Hij was vooral actief in Rome, waar hij zestig jaar kapelmeester was. Hij was de leermeester van Giacomo Antonio Perti en Petronio Franceschini.
- Bibliothèque nationale de France: cb14783434q (data)
- Gemeinsame Normdatei: 1035157233
- International Standard Name Identifier: 0000 0000 8044 9123
- Library of Congress Control Number: no2013037892
- MusicBrainz: 0843a687-ff78-451b-87a9-c62f31120683
- Nationale Bibliotheek van Tsjechië: xx0156063
- Virtual International Authority File: 121906007